# VFL Grand Final 1904
De VFL Grand Final 1904 was een Australian football wedstrijd tussen de Fitzroy Football Club en de Carlton Football Club. De wedstrijd werd gespeeld in de Melbourne Cricket Ground (MCG) in Melbourne op 17 september 1904. Het was de zevende jaarlijkse Grand Final van de Victorian Football League (VFL), gehouden om de premiers te bepalen van het seizoen VFL 1904. De wedstrijd, bijgewoond door 32.688 toeschouwers, werd gewonnen door Hawthorn Football Club met een marge van 24 punten, waarmee ze hun derde premiership wonnen.